# Petteria
Petteria er en monotypisk slægt med kun én art, den nedennævnte, der vokser langs Adriaterhavets østkyst.
| Arter |

- Petteria ramentacea